# Marie-Joseph Malé
 (juillet 2017).
Pour les articles homonymes, voir Malé.
Marie-Joseph Malé, né le 16 avril 1960, est un dirigeant d'entreprise français né au Cameroun, à Yaoundé[réf. nécessaire]. Il a notamment été le premier directeur général de SkyTeam Airline Alliance Management, UA, qui centralise la gestion de SkyTeam, basé à Amsterdam.

## Biographie
Marie-Joseph Malé est diplômé de l'École Polytechnique (Paris) ainsi que de l’École nationale des ponts et chaussées. Il est titulaire d’un Master of Science en Transport du M.I.T.

### Air Austral
Marie-Joseph Malé a été de 2012 à 2022 , directeur général et président du directoire de la compagnie Air Austral, succédant ainsi à Gérard Ethève.

### Air France et SkyTeam
Auparavant directeur général adjoint chargé du contrôle interne et d'audit pour le groupe Air France KLM, Marie-Joseph Malé a coordonné et supervisé l'audit interne, la gestion des risques, les activités de prévention de la fraude ainsi que la gestion des activités de contrôle interne, notamment dans le domaine de l'information financière.
Membre du Comité exécutif d'Air France, il a été représentant permanent du groupe AF/KL au sein du Comité d’Audit.
Vice-président et directeur général d'Air France pour les États-Unis de 2003 à 2007, il était auparavant PDG d’Air France Consulting ainsi que d’Amadeus France Services pendant deux ans. Au cours de sa carrière chez Air France, Marie-Joseph Malé a occupé plusieurs postes en Asie-Pacifique : directeur général pour l'Asie Pacifique, basé à Hong Kong, vice-président des ventes et du marketing pour l'Asie-Pacifique, vice-président des lignes (Japon, l'Inde, la Corée et la Nouvelle-Calédonie) et directeur- adjoint des Relations internationales.
Il avait antérieurement été nommé en 1990 à Rome en tant directeur pour l'Italie du Centre et du Sud. Avant de rejoindre Air France en 1990, il était chez UTA dans le département du programme et a commencé sa carrière comme consultant- junior en transport urbain dans la division Afrique du BCEOM.
Marie-Joseph Malé est le premier directeur général de SkyTeam Airline Alliance Management, UA[Quoi ?], l'organe de gestion centralisée de SkyTeam, basé à Amsterdam depuis le 1er avril 2009,,.

## Décorations
- Officier de l'ordre national du Mérite Il est promu officier par décret du 2 mai 2017[6]. Il était chevalier du 10 avril 2007.